# Historisches Museum (Lubin)

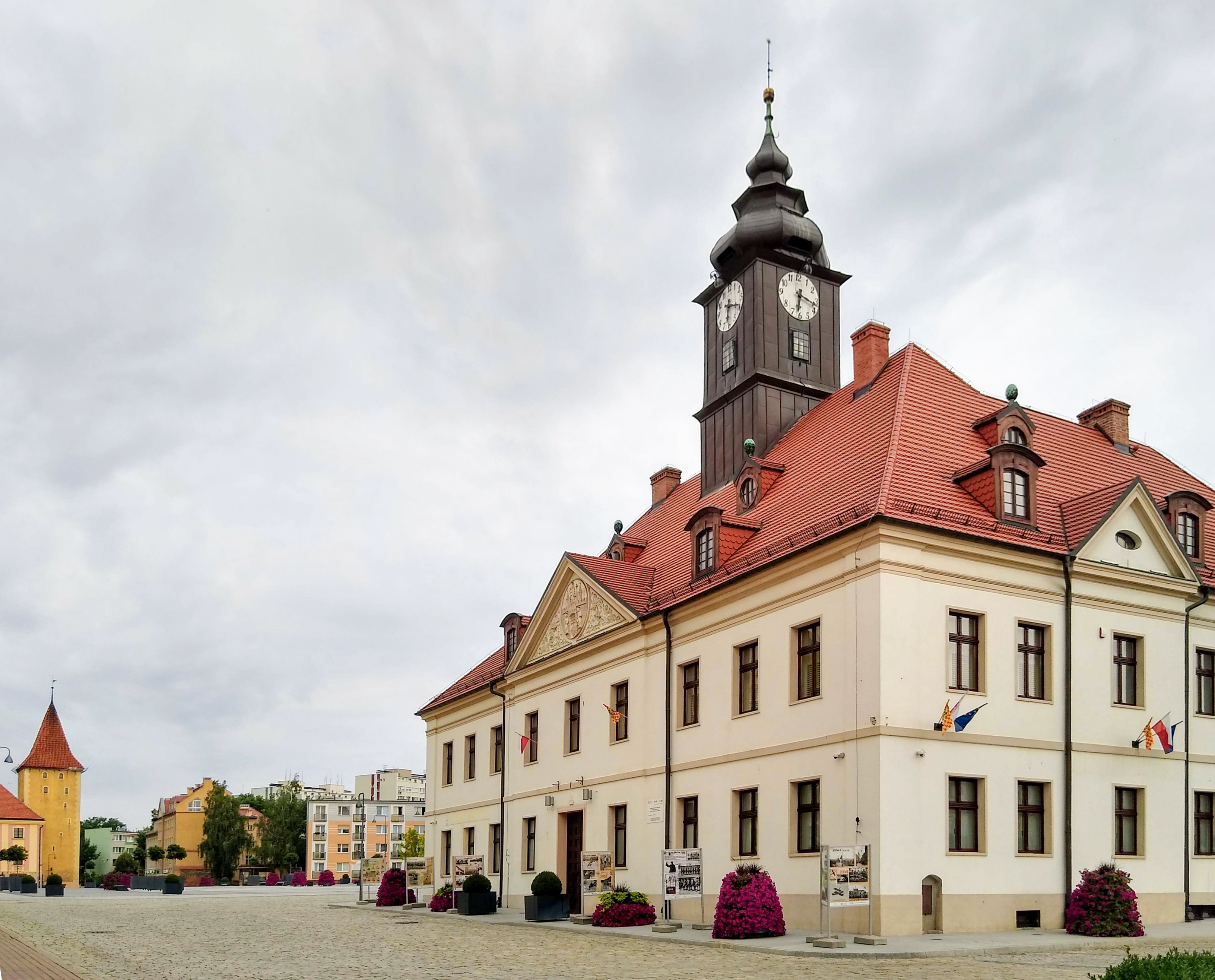
Das Rathaus in Lubin, Sitz des Museums

Das Historische Museum in Lubin ist eine 2016 gegründete Kultureinrichtung unter Selbstverwaltung. Für Besucher wurde das Museum am 17. Mai 2018 geöffnet. Das Museum präsentiert unter anderem die neueste Geschichte Lubins. Es befindet sich im historischen Rathaus und im Park Leśny.
Im Museum befinden sich Sammlungen zu Zeiten der intensiven Entwicklung der Stadt in der zweiten Hälfte des 20. Jahrhunderts und zur Geschichte des Großen Kriegs und des Zweiten Weltkrieges. Das Museum veranstaltet Ausstellungen, hat einen eigenen Verlag, verfügt über ein didaktisches Angebot und führt wissenschaftliche und kulturelle Aktivitäten durch.

## Geschichte
Das Historische Museum in Lubin wurde Beschluss des Stadtrats von Lubin am 31. Mai 2016 gegründet und am 17. Mai 2018 offiziell eröffnet. Die Einrichtung ist in Trägerschaft der Stadtgemeinde Lubin. Heute hat das Museum zwei Standorte. Der Hauptteil befindet sich im renovierten Rathausgebäude, das nach 1742 von Christoph Gottlieb Hedemann errichtet wurde und im Open-Air-Bereich – dem Park Leśny – an der Kwiatowa-Straße 9. Zunächst war die Einrichtung auch im Kulturzentrum „Wzgórze Zamkowe“ an der Mikołaja-Pruzi-Straße 7/9 untergebracht. Während der Sitzung am 12. Februar 2019 beschlossen die Lubiner Stadtratsmitglieder, beide Einrichtungen am 1. April 2019 zusammenzulegen. Der Eintritt ins Museum und in den Park Leśny ist frei.

## Besucherinformation (Infopunkt)

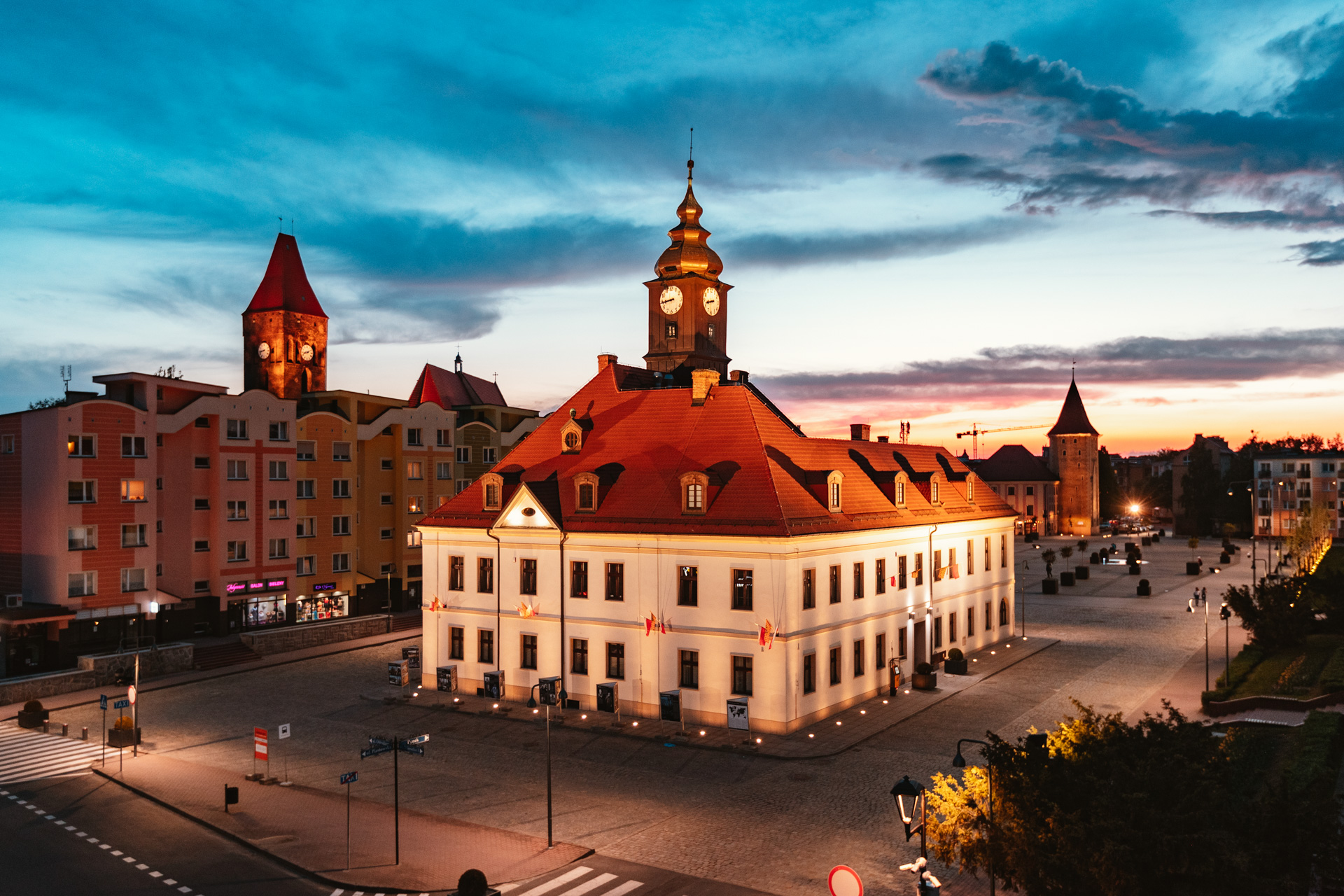
Gesamtansicht

Die Besucherinformation befindet sich im Erdgeschoss im Westteil des Rathauses. Dies ist die erste Etappe des Rundgangs durch das Museum. Hier gibt es einen Informationspunkt, einen Museumsshop und einen Lesesaal  in dem außer der Tages- und Wochenpresse auch Fachzeitschriften verfügbar sind.

## Ausstellungen
Besucher können die Dauerausstellungen zur Geschichte von Lubin und Umgebung in Form einer musealen Erzählung betrachten. In den Ausstellungssälen im Erd- und Dachgeschoss werden Originalexponate, Repliken und Reproduktionen präsentiert, die einen direkten Kontakt des Besuchers mit dem Gegenstand und ein individuelles Engagement bei der Besichtigung ermöglichen. Solche Darstellungsweise soll einen Raum schaffen, in dem Besucher aktiv und interaktiv mit den präsentierten Inhalten umgehen können und nicht nur die Ausstellung passiv betrachten. Überdies werden auch moderne audiovisuelle Lösungen wie Filme, Ausschnitte aus Radiosendungen, akustische Effekte und didaktische Touchscreens benutzt. Neben der Dauerausstellungen präsentiert das Museum thematische Sonderausstellungen.

## Dauerausstellungen

### Alltagsgeschichte Lubins
Eine der beiden Hauptausstellungen des Historischen Museums in Lubin heißt „DiAlltagsgeschichte Lubins“ (Historia miasta na tle życia codziennego). In dem als Wohnung einer Bergbaufamilie ausgestatteten Raum sind die Lebensbedingungen zu sehen, unter denen die Einwohner von Lubin in den 1950er, 1960er, 1970er und 1980er Jahren lebten. Die multimediale Ausstellung stellt authentische Haushaltgeräte aus den Zeiten unter dem Ersten Sekretärs Gierek mit den modernen Methoden zur Präsentation von Film-, Foto- und Tonmaterialien zusammen. Jeder der vier Räume präsentiert ein Jahrzehnt aus dem Zeitraum, als Lubin eine blühende Stadt wurde. Das Klima der Realität aus der kommunistischen Ära der Volksrepublik Polen schaffen Dokumentarfilme, Photographien, originale Möbel und alltägliche Geräte wie die Winterschuhe „relaksy“, die in jeder damaligen Wohnung vorhandenen Kristalle, die Waschmaschine „Frania“, der Fernseher oder der erste Computer. Aus authentischen, heute historischen Radios werden Interviews mit den Persönlichkeiten wiedergegeben, die den jüngeren Generationen nur aus Büchern und dem Geschichtsunterricht bekannt sind. Dazu gehören Gespräche mit Jan Wyżykowski, mit Menschen, die auf der Suche nach Arbeit in die Hauptstadt der Polnischen Kupfers kamen oder mit Edward Gierek, dem Ersten Sekretär des Zentralkomitees der Polnischen Vereinigten Arbeiterpartei, der Polen in den Jahren 1970–1980 regierte und der das Liegnitz-Glogauer Kupfergebiet (Zagłębie Miedziowe) besuchte. Ein interessantes Exponat ist ein Kleinwagen (in Polen vor allem Maluch – „Kleiner“ genannt) – der Fiat 126p. Ergänzt wird das Ganze durch Fotos von Amateuren, Fotoreportern und der Fotografen Krzysztof Raczkowiak, Kazimierz Bełz und Jerzy Kosiński.

### Verbrechen in Lubin
Der zweite Hauptausstellung wurde einem brutalen Verbrechen in Lubin gewidmet. Während der tragischen Ereignisse am 31. August 1982 wurden durch Kugeln aus Mililzwaffen drei Bergleute erschossen: Michał Adamowicz, Mieczysław Poźniak und Stanisław Trajkowski. Die moderne multimediale Ausstellung ist ein Andenken an die Ermordeten und eine Lehre der Zeitgeschichte von Lubin für die Lebenden. Originaldokumente und vor allem Fotografien von Krzysztof Raczkowiak und Ryszard Bober zeigen den Verlauf eines der tragischsten Tage in der Nachkriegsgeschichte der Stadt. Großformatige Ausdrucke, multimediale Projektionen, Archivdokumente, Aufnahmen und akustische Effekte (Aufschreie der Demonstranten, Geräusche von Schüssen) geben die Atmosphäre des denkwürdigen 31. August 1982 wieder.

### Niederschlesische Kartographie
In der Rathaushalle sind großformatige Reproduktionen historischer Karten zu sehen. Hier werden sowohl kartographische Werke von Niederschlesien als auch detaillierte der Region Lubin gezeigt. Die älteste Karte wurde 1609 in Antwerpen erstellt, die jüngste – die Karte des Landkreises Lubin – wurde 1831 in Breslau veröffentlicht.

### Sport in Lubin
Im Verbindungsgebäude werden Archivfotos von Sportereignissen in Lubin in den 1970er Jahren präsentiert. Sie wurden von Krzysztof Raczkowiak aufgenommen. Hier sind auch Trophäen, Souvenirs und die Erfolge der Lubiner Sportler dokumentierende zeitgenössische Fotos zu sehen.

### Kultur in Lubin
Auf dem Dachgeschoss befindet sich eine Sammlung von Plakaten und Fotos, die ausgewählte kulturelle Ereignisse dokumentieren, die in Lubin im ersten und zweiten Jahrzehnt des 21. Jahrhunderts stattfanden. Auch werden hier Alben von lokalen Musikbands aus Lubin gezeigt.

## Rathausgalerie
Im Erdgeschoss befindet sich die Rathausgalerie – ein Ausstellungssaal des Museums, in dem Sonderausstellungen der visuellen Künste präsentiert werden.

## Park Leśny
Das Historische Museum hat einen Open-Air-Bereich. Hier befinden sich zwei Dauerausstellungen, die dem Großen Krieg und der sowjetischen Besetzung in Polen in den Jahren 1993–1994 gewidmet sind. Außerdem werden jährlich wechselnde Sonderausstellungen gezeigt.

### Großer Krieg (Erster Weltkrieg)
Der wichtigste Teil des Open-Air-Bereichs im Park Leśny ist die dem Ersten Weltkrieg gewidmete Dauerausstellung in Form eines Lehrpfades unter dem Titel „Der Große Krieg“. Er besteht aus Schützengräben, in denen während des Ersten Weltkriegs die an der Front kämpfenden Soldaten viele Monate verbrachten. Abgerundet wird das Ganze durch Wagen und Container, in denen ein weiterer Teil der Ausstellung den Kämpfen von 1914 bis 1918 gewidmet ist. Am Anfang wird der Aufnahmepunkt in die Polnischen Legionen gezeigt, weiter sind der Trainingsbereich, die Soldatenquartier im Schützengräben, das Feldhauptquartier des Offiziers, die Feldkapelle und das Feldlazarett zu sehen. Die Schützengräben enthalten Informationen über die wichtigsten Schlachten des Großen Weltkriegs sowie Zeitungen aus den Jahren 1914–1918. In den Behältern präsentieren sich u. a. Listen mit den Namen der Verwundeten, Toten und Vermissten, Briefe an Soldaten und die von ihnen geschriebenen sowie Ausschnitte aus Dokumentarfilmen, die an der Front gedreht wurden. Die Ausstellung wird durch die Galerie der Kriegsgrafiken von Leon Wyczółkowski geschlossen.

### Sowjetische Besatzung 1939–1993
Im Park Leśny befinden sich vier Bunker, die nach dem Zweiten Weltkrieg von der sowjetischen – bis Mitte der 1960er Jahre in Lubin stationierten – Armee gebaut wurden. Das Museum hat sie für die Ausstellungszwecken angepasst. Dort gibt es die Dauerausstellung unter dem Titel „Sowjetische Besatzung 1939–1993“. Es ist eine multimediale Ausstellung, die den verräterischen Angriff der Sowjetunion auf Polen am 17. September 1939 und die Situation zu Beginn des Zweiten Weltkriegs in den Ostgebieten der Republik Polen als auch die Deportationen der Polen nach Sibirien und in weit entlegene Gebiete in der UdSSR zeigt. Die Ausstellung erzählt auch über das Massaker von Katyn und seine Opfer: Tausende polnischer Offiziere, die vom NKWD ermordet wurden. Es gibt unter anderem Erinnerungen der Menschen, die den Zwangsaufenthalt in Sibirien und Kasachstan überlebt haben, wohin sie von den Russen deportiert wurden. Die weiteren Teile der Ausstellung befassen sich mit der sowjetischen Besatzung Polens, die über ein halbes Jahrhundert dauerte. Besucher können u. a. Uniformen sowjetischer Militärformationen (einschließlich Luftwaffe), Waffen, Ausrüstung zur Funkortung, multimediale Materialien, Fotos und Dokumente oder die Karte mit den Standorten der Nordgruppe der Truppen der Sowjetarmee (PGWAR) in Polen sehen.

## Bildung
Das Historische Museum in Lubin führt didaktische Aktivitäten in verschiedenen Formen durch, die sich an Kinder, Jugendliche sowie Erwachsene richten. Dies sind musealer Unterricht, Kunstkurse, Workshops für Kreative, fotografische und handwerkliche Workshops wie auch Wettbewerbe. Die Einrichtung organisiert wissenschaftliche Konferenzen und führt einen Verlag, dessen Veröffentlichungen die Geschichte sowie Aktivitäten des Museums popularisieren – u. a. in der Publikation Rocznik Muzealny. Die meisten der von dem Museum organisierten Veranstaltungen wie die Nacht der Museen (Noc Muzeów) oder Lubiński Zlot Pojazdów Zabytkowych haben eine didaktische Form.